# História da ciência das alterações climáticas

O espectrofotometro de razão de John Tyndall (desenhado em 1861) mediu a quantidade de radiação infravermelha absorvida e emitida por vários gases que enchiam o seu tubo central.

A história da descoberta científica das alterações climáticas começou no início do século XIX, quando as eras glaciares e outras mudanças naturais no paleoclima foram primeiramente suspeitadas e o efeito de estufa natural foi identificado pela primeira vez. No final do século XIX, os cientistas argumentaram pela primeira vez que as emissões humanas de gases de efeito de estufa poderiam mudar o balanço energético e o clima da Terra. Muitas outras teorias de alterações climáticas foram avançadas, envolvendo forças do vulcanismo à variação solar. Na década de 1960, as evidências do efeito de aquecimento do gás dióxido de carbono tornaram-se cada vez mais convincentes. Alguns cientistas também apontaram que as atividades humanas que geraram aerossóis atmosféricos (por exemplo, "poluição") também podem ter efeitos de arrefecimento.
Durante a década de 1970, a opinião científica favoreceu cada vez mais o ponto de vista do aquecimento. Na década de 1990, como resultado da melhoria da fidelidade dos modelos de computador e do trabalho observacional que confirmava a teoria de Milankovitch das eras glaciares, formou-se uma posição de consenso: os gases de efeito de estufa estavam profundamente envolvidos na maioria das alterações climáticas e as emissões causadas pelo homem estavam a levar a um aquecimento global discernível. Desde a década de 1990, a investigação científica sobre alterações climáticas incluiu várias disciplinas e expandiu-se. A investigação expandiu a nossa compreensão das relações causais, ligações com dados históricos e habilidades para medir e modelar as alterações climáticas. A investigação durante este período foi resumida nos Relatórios de Avaliação do Painel Intergovernamental para as Alterações Climáticas.
As alterações climáticas, interpretadas de forma ampla, são uma mudança significativa e duradoura na distribuição estatística dos padrões climáticos ao longo de períodos que variam de décadas a milhões de anos. Pode ser uma mudança nas condições climáticas médias ou na distribuição do clima em torno das condições médias (como mais ou menos eventos climáticos extremos). As alterações climáticas são causadas por fatores que incluem processos oceânicos (como a circulação oceânica), processos bióticos (por exemplo, plantas), variações na radiação solar recebida pela Terra, placas tectónicas e erupções vulcânicas e alterações do mundo natural induzidas pelos humanos. Este último efeito está a causar o aquecimento global, e o termo "alterações climáticas" é frequentemente usado para descrever impactos específicos dos humanos.

## Mudanças regionais, da antiguidade ao século XIX
Desde a antiguidade, as pessoas suspeitavam que o clima de uma região poderia mudar ao longo dos séculos. Por exemplo, Teofrasto, um aluno do filósofo grego antigo Aristóteles no século IV a.C., contou como a drenagem dos pântanos tornou uma determinada localidade mais suscetível ao congelamento e especulou que as terras se tornavam mais quentes quando o desmatamento das florestas as expunha à luz solar. No século I a.C., o escritor e arquiteto romano Vitrúvio escreveu sobre o clima em relação à arquitetura habitacional e como escolher locais para as cidades. Estudiosos da Europa renascentista e posteriores viram que o desmatamento, a irrigação e o pastoreio haviam alterado as terras ao redor do Mediterrâneo desde os tempos antigos; eles achavam plausível que essas intervenções humanas tivessem afetado o clima local. No seu livro publicado em 1088, o estudioso e estadista chinês da dinastia Song do Norte Shen Kuo promoveu a teoria da mudança climática gradual ao longo de séculos, uma vez que antigos bambus petrificados foram encontrados preservados no subsolo na zona de clima seco e região árida do norte de Yanzhou, agora moderna Yan'an, província de Shaanxi, longe das áreas de clima mais quente e húmido da China, onde os bambus normalmente crescem.
A conversão do leste da América do Norte nos séculos XVIII e XIX de floresta para terras agrícolas trouxe mudanças óbvias durante a vida humana. Desde o início do século XIX, muitos acreditavam que a transformação estava a alterar o clima da região – provavelmente para melhor. Quando os agricultores na América, apelidados de "sodbusters", tomaram conta das Grandes Planícies, eles sustentaram que "a chuva segue o arado". Outros especialistas discordaram, e alguns argumentaram que o desmatamento causava rápido escoamento da água da chuva e inundações, e poderia até resultar em redução das chuvas. Académicos europeus, convencidos da superioridade da sua civilização, diziam que os orientais do antigo Oriente Próximo haviam convertido imprudentemente as suas terras outrora exuberantes em desertos empobrecidos.
Enquanto isso, as agências meteorológicas nacionais começaram a compilar massas de observações confiáveis de temperatura, chuva e afins. Quando esses números foram analisados, eles mostraram muitas subidas e descidas, mas nenhuma mudança constante de longo prazo. No final do século XIX, a opinião científica voltou-se decisivamente contra qualquer crença na influência humana sobre o clima. E quaisquer que fossem os efeitos regionais, poucos imaginavam que os humanos pudessem afetar o clima do planeta como um todo.

## Mudanças paleoclimáticas e teorias das suas causas, século XIX

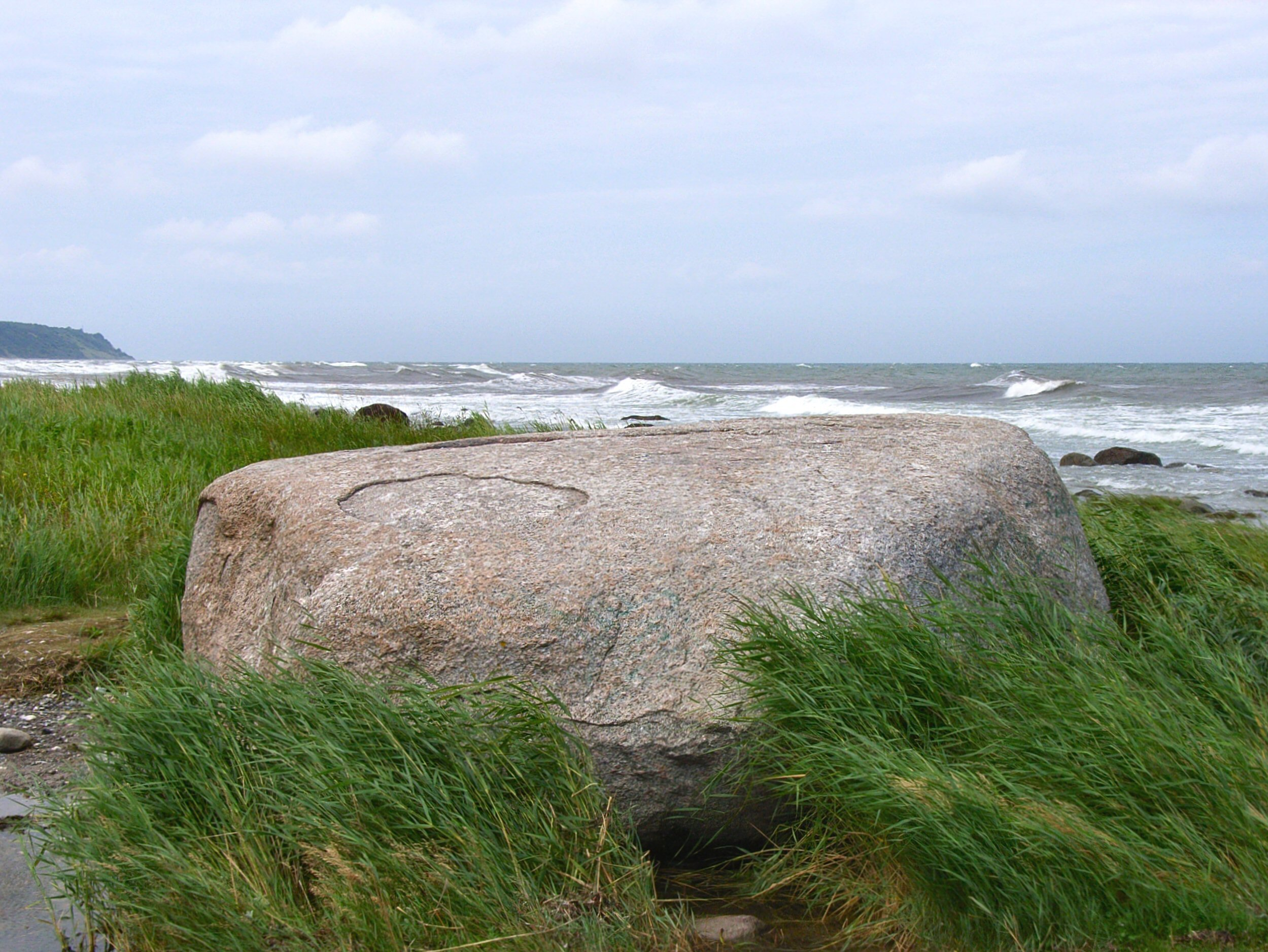
Erráticos, pedregulhos depositados por glaciares longe de quaisquer glaciares existentes, levaram os geólogos à conclusão de que o clima havia mudado no passado.

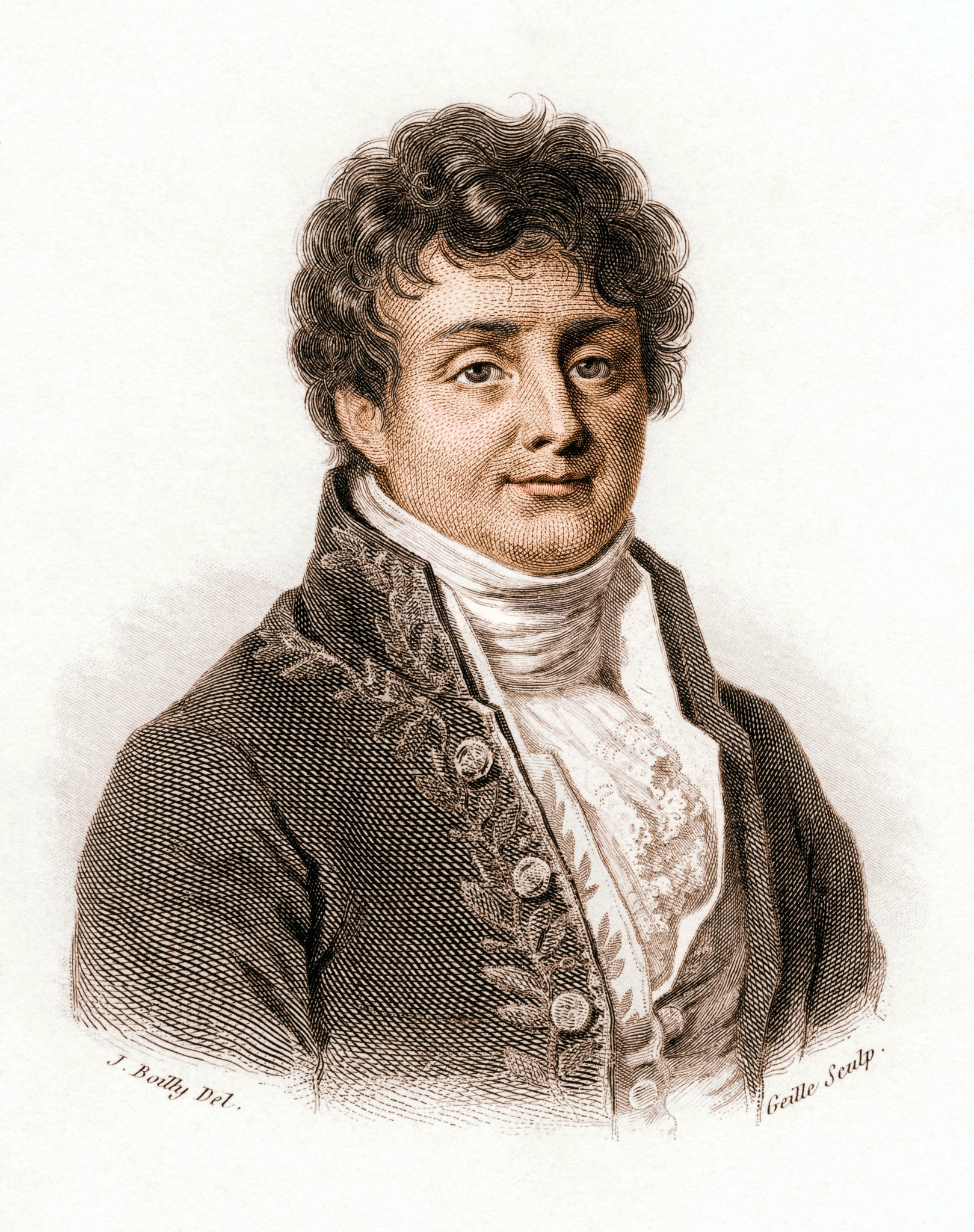
Joseph Fourier

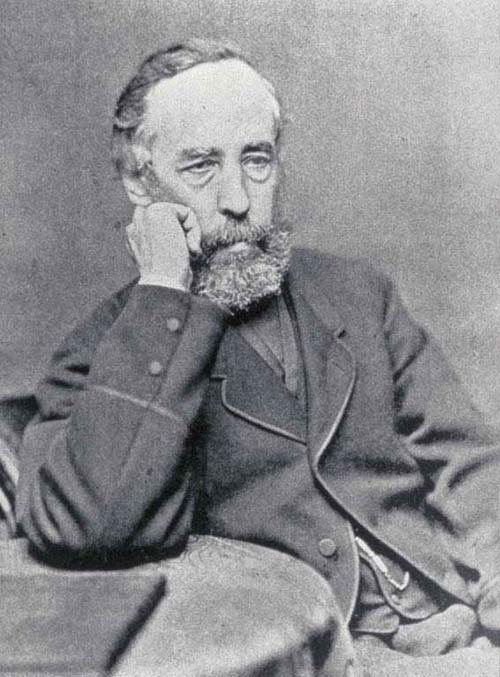
James Croll

A partir de meados do século XVII, os naturalistas tentaram conciliar a filosofia mecânica com a teologia, inicialmente dentro de uma escala de tempo bíblica. No final do século XVIII, houve uma crescente aceitação de épocas pré-históricas. Os geólogos encontraram evidências de uma sucessão de eras geológicas com as alterações climáticas. Haviam várias teorias concorrentes sobre essas mudanças; Buffon propôs que a Terra havia começado como um globo incandescente e estava a arrefecer muito gradualmente. James Hutton, cujas ideias de mudança cíclica em grandes períodos foram mais tarde apelidadas de uniformitarismo, estava entre aqueles que encontraram sinais de atividade glaciar passada em lugares muito quentes para os glaciares nos tempos modernos.
Em 1815, Jean-Pierre Perraudin descreveu pela primeira vez como os glaciares poderiam ser responsáveis pelas rochas gigantes vistas nos vales alpinos. Enquanto caminhava no Vale de Bagnes, ele notou gigantescas rochas de granito espalhadas pelo estreito vale. Ele sabia que seria necessária uma força excecional para mover rochas tão grandes. Ele também notou como os glaciares deixavam listras na terra e concluiu que era o gelo que havia carregado as pedras para os vales.
A sua ideia foi inicialmente recebida com descrença. Jean de Charpentier escreveu: "Achei a sua hipótese tão extraordinária e tão extravagante que considerei que não valia a pena examinar ou mesmo considerar". Apesar da rejeição inicial de Charpentier, Perraudin acabou por convencer Ignaz Venetz de que poderia valer a pena estudar. Venetz convenceu Charpentier, que por sua vez convenceu o influente cientista Louis Agassiz de que a teoria glaciar tinha mérito.
Agassiz desenvolveu uma teoria do que chamou de "Idade do Gelo" - quando os glaciares cobriam a Europa e grande parte da América do Norte. Em 1837 Agassiz foi o primeiro a propor cientificamente que a Terra esteve sujeita a uma era glaciar passada. William Buckland foi um dos principais proponentes na Grã-Bretanha da geologia do dilúvio, mais tarde apelidada de catastrofismo, que explicava os pedregulhos erráticos e outros "diluvium" como relíquias do dilúvio bíblico. Isso foi fortemente contestado pela versão de Charles Lyell do uniformitarismo de Hutton e foi gradualmente abandonado por Buckland e outros geólogos catastrofistas. Uma viagem de campo aos Alpes com Agassiz em outubro de 1838 convenceu Buckland de que as características na Grã-Bretanha haviam sido causadas pela glaciação, e tanto ele quanto Lyell apoiaram fortemente a teoria da idade do gelo que se tornou amplamente aceite na década de 1870.

Antes que o conceito de eras glaciares fosse proposto, Joseph Fourier, em 1824, raciocinou com base na física que a atmosfera da Terra mantinha o planeta mais quente do que seria no vácuo. Fourier reconheceu que a atmosfera transmitia ondas de luz visíveis de forma eficiente para a superfície da Terra. A Terra então absorvia a luz visível e emitia radiação infravermelha em resposta, mas a atmosfera não transmitia o infravermelho de forma eficiente, o que, portanto, aumentava as temperaturas da superfície. Ele também suspeitava que as atividades humanas pudessem influenciar o equilíbrio de radiação e o clima da Terra, embora se concentrasse principalmente nas mudanças no uso do solo. Num artigo de 1827, Fourier afirmou:
O estabelecimento e o progresso das sociedades humanas, a ação das forças naturais, podem alterar notavelmente, e em vastas regiões, o estado da superfície, a distribuição da água e os grandes movimentos do ar. Tais efeitos são capazes de fazer variar, ao longo de muitos séculos, o grau médio de calor; porque as expressões analíticas contêm coeficientes relativos ao estado da superfície e que influenciam muito a temperatura.
O trabalho de Fourier baseou-se em descobertas anteriores: em 1681, Edme Mariotte observou que o vidro, embora transparente à luz solar, obstrui o calor radiante. Por volta de 1774, Horace Bénédict de Saussure mostrou que objetos quentes não luminosos emitem calor infravermelho e usou uma caixa isolada com tampo de vidro para capturar e medir o calor da luz solar.
O físico Claude Pouillet propôs em 1838 que o vapor de água e o dióxido de carbono poderiam prender o infravermelho e aquecer a atmosfera, mas ainda não havia evidências experimentais de que esses gases absorvessem calor da radiação térmica.
O efeito de aquecimento da radiação eletromagnética em diferentes gases foi examinado em 1856 por Eunice Newton Foote, que descreveu as suas experiências usando tubos de vidro expostos à luz solar. O efeito de aquecimento do sol foi maior para o ar comprimido do que para um tubo evacuado e maior para o ar húmido do que para o ar seco. "Em terceiro lugar, o maior efeito dos raios do sol que encontrei está no gás de ácido carbónico." (dióxido de carbono) Ela continuou: "Uma atmosfera desse gás daria à nossa terra uma alta temperatura; e se, como alguns supõem, num período da sua história, o ar misturou-se com ele em proporção maior do que no presente, um aumento da temperatura da sua ação, bem como de um aumento de peso, deve ter necessariamente resultado." O seu trabalho foi apresentado pelo Prof. Joseph Henry na reunião da Associação Americana para o Avanço da Ciência em agosto de 1856 e descrito como uma breve nota escrita pelo então jornalista David Ames Wells;o  seu artigo foi publicado mais tarde naquele ano no American Journal of Science and Arts. Poucos notaram o artigo e ele só foi redescoberto no século XXI.
John Tyndall levou o trabalho de Fourier um passo adiante em 1859, quando construiu um aparelho para investigar a absorção de radiação infravermelha em diferentes gases. Ele descobriu que o vapor de água, hidrocarbonetos como metano (CH4) e dióxido de carbono (CO2) bloqueiam fortemente a radiação. Ele entendeu que sem esses gases o planeta congelaria rapidamente.
Alguns cientistas sugeriram que eras glaciares e outras grandes alterações climáticas deviam-se a mudanças na quantidade de gases emitidos no vulcanismo. Mas essa foi apenas uma das muitas causas possíveis. Outra possibilidade óbvia era a variação solar. Mudanças nas correntes oceânicas também podem explicar muitas alterações climáticas. Para mudanças ao longo de milhões de anos, o aumento e o abaixamento das cadeias de montanhas mudariam os padrões dos ventos e das correntes oceânicas. Ou talvez o clima de um continente não tenha mudado em nada, mas tenha ficado mais quente ou mais frio por causa do desvio polar (o Pólo Norte a deslocar-se para onde o Equador esteve ou algo parecido). Existiam dezenas de teorias.
Por exemplo, em meados do século XIX, James Croll publicou cálculos de como as forças gravitacionais do Sol, da Lua e dos planetas afetam subtilmente o movimento e a orientação da Terra. A inclinação do eixo da Terra e a forma da sua órbita ao redor do Sol oscilam suavemente em ciclos que duram dezenas de milhares de anos. Durante alguns períodos, o Hemisfério Norte receberia um pouco menos de luz solar durante o inverno do que durante outros séculos. A neve acumular-se-ia, refletindo a luz do sol e levando a uma era glacial autossustentável. A maioria dos cientistas, no entanto, achou as ideias de Croll – e todas as outras teorias de alteração climática – pouco convincentes.

## Primeiros cálculos do efeito de estufa, 1896
No final da década de 1890, Samuel Pierpoint Langley em conjunto com Frank W. Very tentaram determinar a temperatura da superfície da Lua medindo a radiação infravermelha que sai da Lua e atinge a Terra. O ângulo da Lua no céu quando um cientista fez uma medição determinou por quanto CO2 e vapor de água a radiação da Lua teve que passar para atingir a superfície da Terra, resultando em medições mais fracas quando a Lua estava baixa no céu. Este resultado não foi surpreendente, uma vez que os cientistas sabiam sobre a absorção de radiação infravermelha há décadas.
Em 1896, Svante Arrhenius usou as observações de Langley do aumento da absorção infravermelha onde os raios da Lua passam pela atmosfera num ângulo baixo, encontrando mais dióxido de carbono (CO2), para estimar um efeito de arrefecimento atmosférico de uma futura diminuição de CO2. Ele percebeu que a atmosfera mais fria conteria menos vapor de água (outro gás de efeito de estufa) e calculou o efeito adicional de arrefecimento. Ele também percebeu que o arrefecimento aumentaria a cobertura de neve e gelo em altas latitudes, fazendo com que o planeta refletisse mais luz solar e, portanto, arrefecesse ainda mais, como James Croll havia hipotetizado. No geral, Arrhenius calculou que cortar o CO2 pela metade seria suficiente para produzir uma era glaciar. Ele calculou ainda que a duplicação do CO2 atmosférico daria um aquecimento total de 5 a 6 graus Celsius.
Além disso, o colega de Arrhenius, Arvid Högbom, que foi citado extensamente no estudo de Arrhenius de 1896 On the Influence of Carbonic Acid in the Air upon the Temperature of the Earth estava a tentar quantificar as fontes naturais de emissões de CO2 para fins de compreender o ciclo global do carbono. Högbom descobriu que a produção estimada de carbono de fontes industriais na década de 1890 (principalmente queima de carvão) era comparável com as fontes naturais. Arrhenius viu que essa emissão humana de carbono acabaria por levar a um desequilíbrio energético de aquecimento. No entanto, devido à taxa relativamente baixa de produção de CO2 em 1896, Arrhenius pensou que o aquecimento levaria milhares de anos e esperava que fosse benéfico para a humanidade.
Em 1899, Thomas Chrowder Chamberlin desenvolveu longamente a ideia de que as alterações climáticas poderiam resultar de mudanças na concentração de dióxido de carbono atmosférico. Chamberlin escreveu no seu livro de 1899, An Attempt to Frame a Working Hypothesis of the Cause of Glacial Periods on an Atmospheric Basis:

A defesa prévia de uma hipótese atmosférica, – A doutrina geral de que os períodos glaciares podem ter sido devido a uma mudança no conteúdo atmosférico de dióxido de carbono não é nova. Foi instado por Tyndall há meio século e tem sido instado por outros desde então. Recentemente, foi defendido com muita eficácia pelo Dr. Arrhenius, que deu um grande passo à frente dos seus predecessores ao reduzir as suas conclusões a termos quantitativos definidos deduzidos de dados observacionais. [..] As funções do dióxido de carbono. – Pelas investigações de Tyndall, Lecher e Pretner, Keller, Roentgen e Arrhenius, foi demonstrado que o dióxido de carbono e o vapor de água da atmosfera têm um poder notável de absorver e reter temporariamente os raios de calor, enquanto que o oxigénio, nitrogénio e o argónio da atmosfera possui esse poder apenas num grau débil. Segue-se que o efeito do dióxido de carbono e do vapor de água é cobrir a terra com um envelope termicamente absorvente. [..] Os resultados gerais atribuídos a uma quantidade muito aumentada ou muito reduzida de dióxido de carbono atmosférico e água podem ser resumidos da seguinte forma:

- a. Um aumento, ao provocar uma maior absorção da energia radiante do sol, eleva a temperatura média, enquanto que uma redução a baixa. A estimativa do Dr. Arrhenius, baseada numa elaborada discussão matemática das observações do professor Langley, é que um aumento do dióxido de carbono para a quantidade de duas ou três vezes o conteúdo atual elevaria a temperatura média em 8° ou 9°C. e traria um clima ameno análogo ao que prevalecia no Terciário Médio. Por outro lado, uma redução da quantidade de dióxido de carbono na atmosfera para uma quantidade que varia de 55 a 62 por cento, do conteúdo atual, reduziria a temperatura média de 4° ou 5° C., o que provocaria uma glaciação comparável à do período Pleistoceno.
- b. Um segundo efeito do aumento e diminuição da quantidade de dióxido de carbono atmosférico é a equalização, por um lado, das temperaturas da superfície, ou sua diferenciação, por outro. A temperatura da superfície da terra varia com a latitude, a altitude, a distribuição da terra e da água, dia e noite, as estações do ano e alguns outros elementos que aqui podem ser desprezados. Postula-se que um aumento na absorção térmica da atmosfera equaliza a temperatura e tende a eliminar as variações decorrentes dessas contingências. Por outro lado, uma redução da absorção térmica atmosférica tende a intensificar todas essas variações. Um efeito secundário da intensificação das diferenças de temperatura é o aumento dos movimentos atmosféricos no esforço de restabelecer o equilíbrio. Movimentos atmosféricos aumentados, que são necessariamente convectivos, levam o ar mais quente para a superfície da atmosfera e facilitam a descarga do calor e, assim, intensificam o efeito primário. [..]

No caso dos raios de saída, que são absorvidos em proporções muito maiores do que os raios de entrada porque são mais raios de ondas longas, as tabelas de Arrhenius mostram que a absorção é aumentada pelo aumento de ácido carbónico em maiores proporções em altas latitudes do que em baixo; por exemplo, o aumento da temperatura para três vezes o teor atual de ácido carbónico é de 21,5 por cento, maior entre 60° e 70° de latitude norte do que no equador.
Torna-se agora necessário designar agências capazes de remover dióxido de carbono da atmosfera a uma taxa suficientemente acima da taxa normal de suprimento, em determinados momentos, para produzir glaciação; e, por outro lado, capaz de devolvê-lo à atmosfera em outros momentos em quantidades suficientes para produzir climas amenos.
Quando a temperatura está a subir após um episódio glaciar, a dissociação é promovida, e o oceano liberta o seu dióxido de carbono a uma taxa aumentada e, assim, ajuda a acelerar a melhoria do clima.
Um estudo da vida dos períodos geológicos parece indicar que havia flutuações muito notáveis na massa total de matéria viva. É certo que havia uma relação recíproca entre a vida da terra e a do mar, de modo que, quando esta se estendeu sobre as plataformas continentais e aumentou muito, a primeira contraiu-se, mas apesar disso parece claro que a soma de atividade de vida flutuou notavelmente durante as idades. Acredita-se que, no conjunto, foi maior nos períodos de extensão do mar e climas amenos, e menor nos momentos de perturbação e intensificação climática. Esse fator então agiu de forma antitética à libertação de ácido carbónico observada anteriormente e, até onde chegou, tendeu a compensar os seus efeitos.
Em períodos de extensão do mar e de redução de terras (períodos de nível de base em particular), o habitat da vida secretora de cal em águas rasas é concomitantemente estendido, dando às agências que liberam o dióxido de carbono uma atividade acelerada, o que é ainda auxiliado pela consequente aumento da temperatura que reduz o poder de absorção do oceano e aumenta a dissociação. Ao mesmo tempo, diminuindo a área do terreno, obtém-se um baixo consumo de dióxido de carbono tanto na decomposição original dos silicatos como na solução dos calcários e dolomites.
Assim, as agências recíprocas novamente unem-se, mas agora para aumentar o dióxido de carbono do ar. Esses são os grandes e essenciais fatores. Eles são modificados por vários órgãos subordinados já mencionados, mas o efeito quantitativo destes é considerado bastante insuficiente para evitar flutuações muito notáveis na constituição atmosférica.

Como resultado, postula-se que a história geológica acentuou-se por uma alternância de episódios climáticos abrangendo, por um lado, períodos de clima ameno, equânime, húmido quase uniforme para todo o globo; e de outro, períodos em que havia extremos de aridez e precipitação, e de calor e frio; estes últimos denotados por depósitos de sal e gesso, de conglomerados subaéreos, de arenitos e folhelhos vermelhos, de depósitos de arcóseo e, ocasionalmente, por glaciação em baixas latitudes.
O termo "efeito de estufa" para esse aquecimento foi introduzido por John Henry Poynting em 1909, num comentário discutindo o efeito da atmosfera na temperatura da Terra e de Marte.

## Paleoclimas e manchas solares, início de 1900 a 1950
Os cálculos de Arrhenius foram contestados e incluídos num debate maior sobre se as alterações atmosféricas causaram as eras glaciais. Tentativas experimentais para medir a absorção de infravermelho em laboratório pareciam mostrar pequenas diferenças resultantes do aumento dos níveis de CO2, e também encontraram sobreposição significativa entre absorção por CO2 e absorção por vapor de água, todas sugerindo que o aumento das emissões de dióxido de carbono teria pouco efeito de impacto climático. Estas primeiras experiências foram posteriormente consideradas insuficientemente precisas, dada a instrumentação da época. Muitos cientistas também pensaram que os oceanos absorveriam rapidamente qualquer excesso de dióxido de carbono.
Outras teorias sobre as causas das alterações climáticas não se saíram melhor. Os principais avanços foram na paleoclimatologia observacional, pois cientistas de vários campos da geologia elaboraram métodos para revelar climas antigos. Em 1929, Wilmot H. Bradley descobriu que varvas anuais de argila depositadas em leitos de lagos mostravam ciclos climáticos. Andrew Ellicott Douglass viu fortes indícios de alteração climática em anéis de árvores. Observando que os anéis eram mais finos em anos secos, ele relatou os efeitos climáticos das variações solares, particularmente em conexão com a escassez de manchas solares no século XVII (o Mínimo de Maunder) observada anteriormente por William Herschel e outros. Outros cientistas, no entanto, encontraram boas razões para duvidar que os anéis das árvores pudessem revelar algo além de variações regionais aleatórias. O valor dos anéis de árvores para o estudo do clima não foi solidamente estabelecido até a década de 1960.
Durante a década de 1930, o defensor mais persistente de uma conexão solar-clima foi o astrofísico Charles Greeley Abbot . No início da década de 1920, ele concluiu que a "constante" solar era um nome errado: as suas observações mostravam grandes variações, que ele conectou com manchas solares passando pela face do Sol. Ele e alguns outros seguiram o tema até à década de 1960, convencidos de que as variações das manchas solares eram a principal causa das alterações climáticas. Outros cientistas estavam céticos. No entanto, as tentativas de conectar o ciclo solar com os ciclos climáticos eram populares nas décadas de 1920 e 1930. Cientistas respeitados anunciaram correlações que, segundo eles, eram confiáveis o suficiente para fazer previsões. Mais cedo ou mais tarde, todas as previsões falharam e o assunto caiu em descrédito.

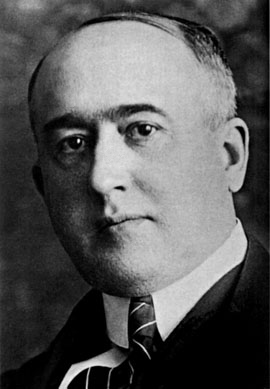
Milutin Milankovic

Enquanto isso, Milutin Milankovitch, com base na teoria de James Croll, melhorou os cálculos tediosos das distâncias e ângulos variados da radiação do Sol à medida que o Sol e a Lua perturbavam gradualmente a órbita da Terra. Algumas observações de varves (camadas vistas na lama que cobre o fundo dos lagos) coincidiram com a previsão de um ciclo de Milankovitch com duração de cerca de 21.000 anos. No entanto, a maioria dos geólogos descartou a teoria astronómica. Pois eles não conseguiram ajustar o tempo de Milankovitch à sequência aceita, que tinha apenas quatro eras glaciares, todas elas muito mais longas que 21.000 anos.
Em 1938, Guy Stewart Callendar tentou reavivar a teoria do efeito de estufa de Arrhenius. Callendar apresentou evidências de que tanto a temperatura quanto o nível de CO2 na atmosfera estavam a sbuir ao longo do último meio século, e argumentou que medições espectroscópicas mais recentes mostraram que o gás era eficaz na absorção de infravermelho na atmosfera. No entanto, a maioria das opiniões científicas continuou a contestar ou ignorar a teoria.

## Preocupação crescente, 1950-1960

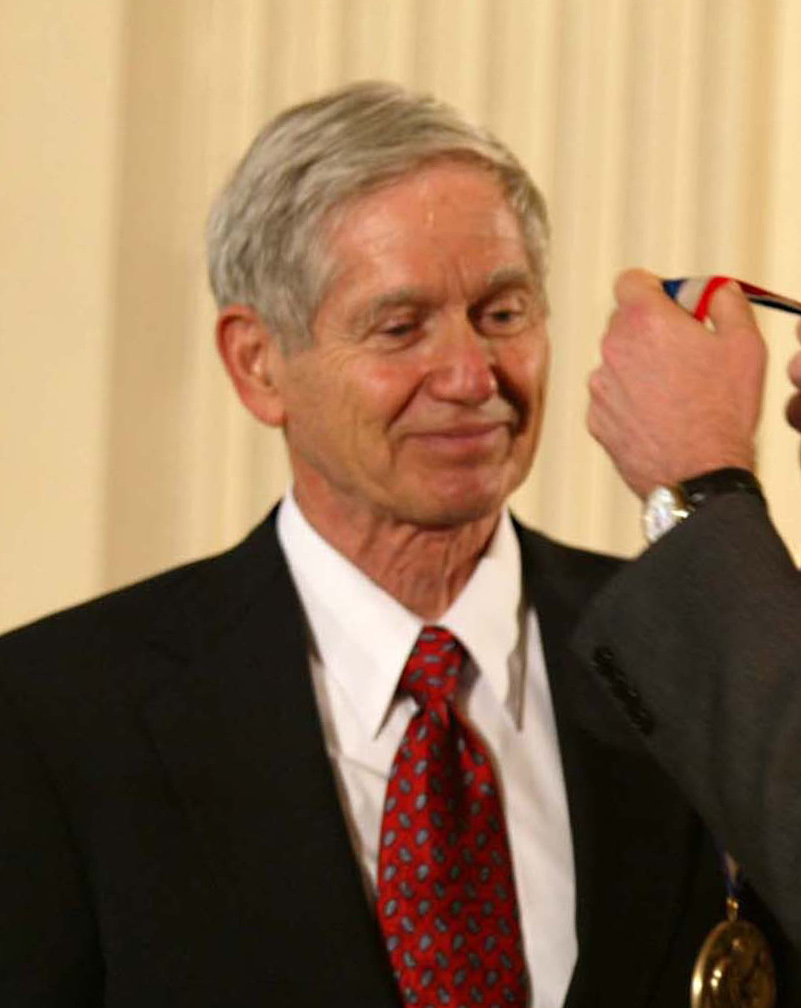
Charles Keeling, a receber a Medalha Nacional de Ciência de George W. Bush, em 2001

Uma melhor espectrografia na década de 1950 mostrou que as linhas de absorção de CO2  e vapor de água não se sobrepunham completamente. Os climatologistas também perceberam que existia pouco vapor de água na atmosfera superior. Ambos os desenvolvimentos mostraram que o efeito estufa do CO2 não seria superado pelo vapor de água.
Em 1955, a análise do isótopo de carbono-14 deHans Suess mostrou que o CO2 libertado dos combustíveis fósseis não era imediatamente absorvido pelo oceano. Em 1957, uma melhor compreensão da química oceânica levou Roger Revelle a perceber que a camada superficial do oceano tinha capacidade limitada de absorver dióxido de carbono, prevendo também o aumento dos níveis de CO2 e mais tarde comprovado por Charles David Keeling. No final da década de 1950, mais cientistas estavam a argumentar que as emissões de dióxido de carbono poderiam ser um problema, com alguns projetando em 1959 que o CO2 aumentaria 25% até o ano 2000, com efeitos potencialmente "radicais" no clima. No centenário da indústria petrolífera americana em 1959, organizado pelo American Petroleum Institute e pela Columbia Graduate School of Business, Edward Teller disse: "Foi calculado que um aumento de temperatura correspondente a um aumento de 10% no dióxido de carbono será suficiente para derreter a calota de gelo e submergir Nova York. ... Atualmente, o dióxido de carbono na atmosfera aumentou 2% acima do normal. Em 1970, será talvez 4%, em 1980, 8%, em 1990, 16% se continuarmos com o nosso aumento exponencial no uso de combustíveis puramente convencionais." Em 1960, Charles David Keeling demonstrou que o nível de CO2 na atmosfera estava de facto a subir. A preocupação aumentou ano a ano junto com o aumento da "Curva Keeling" do CO2 atmosférico.
Outra pista para a natureza das alterações climáticas veio em meados da década de 1960 a partir da análise de núcleos do fundo do mar por Cesare Emiliani e da análise de corais antigos por Wallace Broecker e colaboradores. Em vez de quatro longas eras glaciares, eles encontraram um grande número de períodos mais curtos numa sequência regular. Parecia que o tempo das eras glaciares era determinado pelos pequenos deslocamentos orbitais dos ciclos de Milankovitch. Embora o assunto tenha permanecido controverso, alguns começaram a sugerir que o sistema climático é sensível a pequenas mudanças e pode ser facilmente mudado de um estado estável para outro.
Enquanto isso, os cientistas começaram a usar computadores para desenvolver versões mais sofisticadas dos cálculos de Arrhenius. Em 1967, aproveitando a capacidade dos computadores digitais de integrar numericamente as curvas de absorção, Syukuro Manabe e Richard Wetherald fizeram o primeiro cálculo detalhado do efeito de estufa incorporando a convecção (o "modelo radiativo-convectivo unidimensional Manabe-Wetherald"). Eles descobriram que, na ausência de retroalimentações desconhecidas, como mudanças nas nuvens, uma duplicação do dióxido de carbono do nível atual resultaria em aproximadamente 2°C de aumento da temperatura global. Por este e outros trabalhos relacionados, Manabe recebeu uma parte do Prémio Nobel de Física de 2021.
Na década de 1960, a poluição por aerossol ("smog") tornou-se um sério problema local em muitas cidades, e alguns cientistas começaram a considerar se o efeito de arrefecimento da poluição por partículas poderia afetar as temperaturas globais. Os cientistas não tinham a certeza se o efeito de arrefecimento da poluição por partículas ou o efeito de aquecimento das emissões de gases de efeito de estufa predominariam, mas, independentemente disso, começaram a suspeitar que as emissões humanas poderiam ser prejudiciais para o clima no século XXI, se não antes. No seu livro de 1968 The Population Bomb, Paul R. Ehrlich escreveu: "o efeito estufa está a ser intensificado agora pelo grande aumento do nível de dióxido de carbono... [isso] está a ser combatido por nuvens de baixo nível geradas por rastros, poeira, e outros contaminantes... No momento, não podemos prever quais serão os resultados climáticos gerais do uso da atmosfera como depósito de lixo."
Os esforços para estabelecer um registo de temperatura global que começaram em 1938 culminaram em 1963, quando J. Murray Mitchell apresentou uma das primeiras reconstruções de temperatura atualizadas. O seu estudo envolveu dados de mais de 200 estações meteorológicas, coletados pelo World Weather Records, que foi usado para calcular a temperatura média latitudinal. Na sua apresentação, Murray mostrou que, a partir de 1880, as temperaturas globais aumentaram de forma constante até 1940. Depois disso, surgiu uma tendência de arrefecimento de várias décadas. O trabalho de Murray contribuiu para a aceitação geral de uma possível tendência global de arrefecimento.
Em 1965, o relatório histórico "Restoring the Quality of Our Environment" do Comité Consultivo Científico do Presidente dos Estados Unidos Lyndon B. Johnson alertou sobre os efeitos nocivos das emissões de combustíveis fósseis:

A parte que permanece na atmosfera pode ter um efeito significativo no clima; o dióxido de carbono é quase transparente à luz visível, mas é um forte absorvedor e radiador de radiação infravermelha, particularmente nos comprimentos de onda de 12 a 18 mícrons; consequentemente, um aumento do dióxido de carbono atmosférico poderia agir, como o vidro numa estufa, para aumentar a temperatura do ar inferior.
O comité usou as reconstruções de temperatura global recentemente disponíveis e dados de dióxido de carbono de Charles David Keeling e colegas para chegar às suas conclusões. Eles declararam que o aumento dos níveis de dióxido de carbono atmosférico é o resultado direto da queima de combustível fóssil. O comité concluiu que as atividades humanas eram suficientemente grandes para terem um impacto global significativo – além da área em que as atividades ocorrem. "O homem está a conduzir involuntariamente uma vasta experiência geofísica", escreveu o comité.
O vencedor do Prémio Nobel Glenn T. Seaborg, presidente da Comissão de Energia Atómica dos Estados Unidos, alertou sobre a crise climática em 1966: "No ritmo em que estamos a adicionar dióxido de carbono à nossa atmosfera (seis mil milhões de toneladas por ano), nas próximas décadas o equilíbrio térmico da atmosfera pode ser alterado o suficiente para produzir mudanças marcantes no clima – mudanças que talvez não tenhamos meios de controlar, mesmo que nessa época tenhamos feito grandes avanços nos nossos programas de modificação do clima”.
Um estudo de 1968 do Stanford Research Institute para o American Petroleum Institute observou:

Se a temperatura da Terra aumentar significativamente, vários eventos podem ocorrer, incluindo o derretimento da calota de gelo da Antártida, uma subida do nível do mar, o aquecimento dos oceanos e um aumento na fotossíntese. .. ... Revelle afirma que o homem está agora engajado numa vasta experiência geofísica com o seu ambiente, a Terra. É quase certo que mudanças significativas de temperatura ocorrerão até ao ano 2000 e podem provocar alterações climáticas.
Em 1969, a OTAN foi o primeiro candidato a lidar com as alterações climáticas ao nível internacional. Previa-se então estabelecer um núcleo de investigações e iniciativas da organização na área civil, tratando de temas ambientais como chuva ácida e efeito de estufa. A sugestão do presidente norte-americano Richard Nixon não teve muito sucesso com a administração do chanceler alemão Kurt Georg Kiesinger. Mas os temas e o trabalho de preparação da proposta da OTAN pelas autoridades alemãs ganharam impulso internacional (ver, por exemplo, a Conferência das Nações Unidas sobre o Meio Ambiente Humano de Estocolmo de 1970) quando o governo de Willy Brandt começou a aplicá-los na esfera civil.
Também em 1969, Mikhail Budyko publicou uma teoria sobre a retrolalimentação gelo-albedo, um elemento fundamental do que hoje é conhecido como amplificação do Ártico. No mesmo ano, um modelo semelhante foi publicado por William D. Sellers. Ambos os estudos atraíram atenção significativa, uma vez que sugeriram a possibilidade de uma retroalimentação positiva descontrolada dentro do sistema climático global.

## Cientistas preveem cada vez mais aquecimento, década de 1970

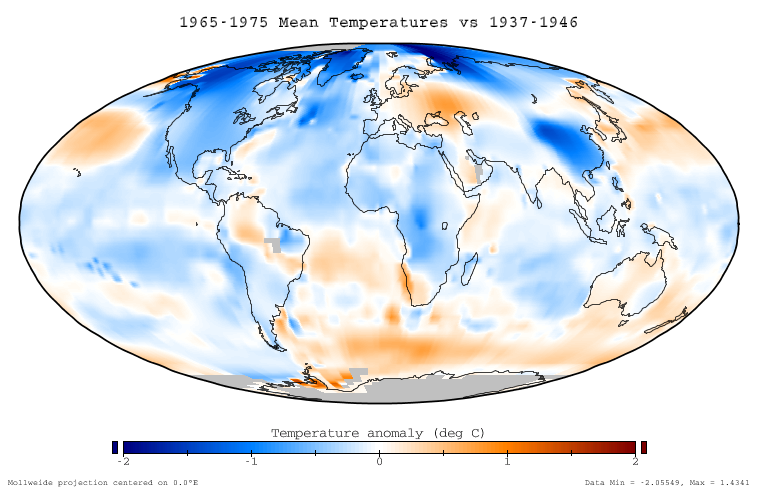
Anomalias de temperatura média durante o período de 1965 a 1975 em relação às temperaturas médias de 1937 a 1946. Este conjunto de dados não estava disponível na altura

No início da década de 1970, evidências de que os aerossóis estavam a aumentar em todo o mundo e que as séries de temperatura global mostravam arrefecimento encorajaram Reid Bryson e alguns outros a alertar sobre a possibilidade de arrefecimento severo. As perguntas e preocupações apresentadas por Bryson e outros lançaram uma nova onda de investigações sobre os fatores desse arrefecimento global. Enquanto isso, a nova evidência de que o tempo das eras glaciares foi definido por ciclos orbitais previsíveis sugeriu que o clima arrefeceria gradualmente, ao longo de milhares de anos. Vários painéis científicos desse período concluíram que mais investigações eram necessárias para determinar se o aquecimento ou o arrefecimento era provável, indicando que a tendência na literatura científica ainda não se havia tornado um consenso. Para o próximo século, no entanto, uma investigação da literatura científica de 1965 a 1979 encontrou 7 artigos prevendo arrefecimento e 44 prevendo aquecimento (muitos outros artigos sobre clima não fizeram nenhuma previsão); os artigos sobre aquecimento foram citados com muito mais frequência na literatura científica subsequente. A investigação sobre aquecimento e gases de efeito estufa teve a maior ênfase, com quase seis vezes mais estudos prevendo o aquecimento do que o arrefecimento, sugerindo que a preocupação entre os cientistas era em grande parte com o aquecimento, à medida que voltavam a sua atenção para o efeito de estufa.
John Sawyer publicou o estudo Man-made Carbon Dioxide and the "Greenhouse" Effect em 1972. Ele resumiu o conhecimento da ciência da época, a atribuição antropogénica do gás carbónico do efeito de estufa, distribuição e aumento exponencial, achados que ainda hoje se mantêm. Além disso, ele previu com precisão a taxa de aquecimento global para o período entre 1972 e 2000.

O aumento de 25% de CO2 esperado até o final do século corresponde, portanto, a um aumento de 0,6°C na temperatura mundial – valor um pouco maior que a variação climática dos últimos séculos. – John Sawyer, 1972

Os primeiros registos de satélite compilados no início da década de 1970 mostraram que a cobertura de neve e gelo sobre o Hemisfério Norte estava a aumentar, levando a um exame mais minucioso da possibilidade de arrefecimento global. J. Murray Mitchell atualizou a sua reconstrução da temperatura global em 1972, que continuou a mostrar arrefecimento. No entanto, os cientistas determinaram que o arrefecimento observado por Mitchell não era um fenómeno global. As médias globais estavam a mudar, em grande parte devido aos invernos excepcionalmente severos experienciados pela Ásia e por algumas partes da América do Norte em 1972 e 1973, mas essas mudanças foram principalmente restritas ao Hemisfério Norte. No Hemisfério Sul, a tendência oposta foi observada. Os invernos rigorosos, no entanto, levaram a questão do arrefecimento global aos olhos do público. Os grandes média da época exageraram os avisos da minoria que esperava um arrefecimento iminente. Por exemplo, em 1975, a revista Newsweek publicou uma história intitulada "The Cooling World" que alertava para "sinais ameaçadores de que os padrões climáticos da Terra começaram a mudar". O artigo baseou-se em estudos que documentam o aumento de neve e gelo em regiões do Hemisfério Norte e preocupações e afirmações de Reid Bryson de que o arrefecimento global por aerossóis dominaria o aquecimento do dióxido de carbono. O artigo continuou a afirmar que a evidência do arrefecimento global era tão forte que os meteorologistas estavam a ter "dificuldade em acompanhá-lo". Em 23 de outubro de 2006, a Newsweek divulgou uma atualização afirmando que estava "espetacularmente errada sobre o futuro de curto prazo". No entanto, este artigo e outros semelhantes tiveram efeitos duradouros na perceção pública da ciência climática.

(Dentro de 60 anos)
Por causa do “efeito de estufa” do CO2 atmosférico, o aumento da concentração induzirá um aquecimento climático global de 0,5 a 5°C.

    ... O efeito potencial sobre o meio ambiente de uma flutuação climática de tal rapidez pode ser catastrófico e exige uma avaliação de impacto de importância e dificuldade sem precedentes. Uma rápida alteração climática pode resultar em quebras de colheitas em grande escala num momento em que o aumento da população mundial tributa a agricultura até aos limites da produtividade.

    ... A urgência do problema deriva da nossa incapacidade de mudar rapidamente para fontes de combustíveis não fósseis, uma vez que os efeitos climáticos se tornam evidentes não muito depois do ano 2000; ...

—Frank Press, 7 julho 1977
Conselheiro-chefe científico do presidente dos E.U.A. Carter
Tal cobertura dos média a anunciar a chegada de uma nova era glaciar resultou em crenças de que este era o consenso entre os cientistas, apesar de isso não estar a ser refletido pela literatura científica. À medida que se tornou evidente que a opinião científica era a favor do aquecimento global, o público começou a expressar dúvidas sobre a confiabilidade da ciência. O argumento de que os cientistas estavam errados sobre o arrefecimento global, portanto, podem estar errados sobre o aquecimento global foi chamado de "a "Falácia da Idade do Gelo" pelo autor da TIME Bryan Walsh.
Nos dois primeiros "Relatórios para o Clube de Roma" em 1972 e 1974, foram mencionadas as alterações climáticas antropogénicas por aumento de CO2 bem como por calor residual. Sobre este último, John Holdren escreveu num estudo citado no 1º relatório, “… que a poluição térmica global dificilmente é a nossa ameaça ambiental mais imediata. Pode ser o mais inexorável, no entanto, se tivermos a sorte de evitar todo o resto". Estimativas simples à escala global que recentemente foram atualizadas e confirmadas por cálculos de modelo mais refinados mostram contribuições visíveis do calor residual para o aquecimento global após o ano de 2100, se as suas taxas de crescimento não forem fortemente reduzido (abaixo da média de 2% aa ocorrida desde 1973).
Evidências de aquecimento acumularam-se- Em 1975, Manabe e Wetherald desenvolveram um modelo climático global tridimensional que dava uma representação aproximadamente precisa do clima atual. A duplicação de CO2 na atmosfera do modelo deu cerca de 2°C de aumento da temperatura global. Vários outros tipos de modelos de computador deram resultados semelhantes: era impossível fazer um modelo que desse algo parecido com o clima real e não ter o aumento da temperatura quando a concentração de CO2 aumentava.
Num desenvolvimento separado, uma análise de núcleos do fundo do mar publicada em 1976 por Nicholas Shackleton e colegas mostrou que a influência dominante no tempo da idade do gelo veio de uma mudança orbital de Milankovitch de 100.000 anos. Isto foi inesperado, já que a mudança na luz solar nesse ciclo foi pequena. O resultado enfatizou que o sistema climático é impulsionado por retroalimentações e, portanto, é fortemente suscetível a pequenas mudanças nas condições.
Um memorando de 1977 (ver caixa de citação) do principal conselheiro científico do presidente Carter, Frank Press, alertou para a possibilidade de alterações climáticas catastróficas. No entanto, outras questões – como danos conhecidos à saúde por poluentes e evitar a dependência energética de outras nações – pareciam mais urgentes e imediatas. O secretário de Energia, James Schlesinger, informou que "as implicações políticas desta questão ainda são muito incertas para justificar o envolvimento presidencial e as iniciativas políticas", e a indústria de combustíveis fósseis começou a semear dúvidas sobre a ciência climática.
A Conferência Mundial do Clima de 1979 (12 a 23 de fevereiro) da Organização Meteorológica Mundial concluiu que "parece plausível que um aumento da quantidade de dióxido de carbono na atmosfera possa contribuir para um aquecimento gradual da baixa atmosfera, especialmente em latitudes mais altas. ... É possível que alguns efeitos à escala regional e global sejam detectáveis antes do final deste século e se tornem significativos antes da metade do próximo século."
Em julho de 1979, o Conselho Nacional de Invesgiação dos Estados Unidos publicou um relatório, concluindo (em parte):

Quando se assume que o teor de CO2 da atmosfera é duplicado e o equilíbrio térmico estatístico é alcançado, o mais realista dos esforços de modelagem prevê um aquecimento da superfície global entre 2°C e 3,5°C, com maiores aumentos em altas latitudes.

... tentamos, mas não conseguimos encontrar quaisquer efeitos físicos negligenciados ou subestimados que pudessem reduzir os aquecimentos globais atualmente estimados devido à duplicação do CO2 atmosférico para proporções insignificantes ou revertê-los completamente.

## O consenso começa a formar-se, 1980-1988

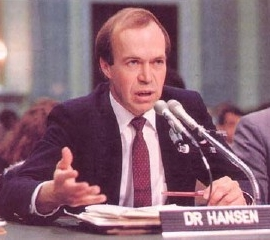
James Hansen durante o seu testemunho de 1988 ao Congresso, que alertou o público para os perigos do aquecimento global

No início da década de 1980, a ligeira tendência de arrefecimento de 1945 a 1975 havia parado. A poluição por aerossóis havia diminuído em muitas áreas devido à legislação ambiental e mudanças no uso de combustível, e ficou claro que o efeito de arrefecimento dos aerossóis não aumentaria substancialmente enquanto que os níveis de dióxido de carbono aumentassem progressivamente.Hansen e outros publicaram o estudo de 1981 Climate impact of increasing atmospheric carbon dioxide (Impacto climático do aumento do dióxido de carbono atmosférico, em português) e observaram:

Mostra-se que o aquecimento antropogénico de dióxido de carbono deve emergir do nível de ruído da variabilidade natural do clima até ao final do século, e há uma alta probabilidade de aquecimento na década de 1980. Os efeitos potenciais sobre o clima no século XXI incluem a criação de regiões propensas a secas na América do Norte e na Ásia Central como parte de uma mudança de zonas climáticas, erosão do manto de gelo da Antártida Ocidental com uma consequente subida mundial do nível do mar e abertura da lendária Passagem do Noroeste.
Em 1982, núcleos de gelo da Gronelândia perfurados por Hans Oeschger, Willi Dansgaard e colaboradores revelaram oscilações dramáticas de temperatura no espaço de um século no passado distante. A mais proeminente das mudanças no seu registo correspondeu à violenta oscilação climática Dryas recente observada em mudanças nos tipos de pólen em leitos de lagos em toda a Europa. Evidentemente, alterações climáticas drásticas eram possíveis dentro de uma vida humana.
Em 1973, James Lovelock especulou que os clorofluorcarbonos (CFC) poderiam ter um efeito de aquecimento global. Em 1975, V. Ramanathan descobriu que uma molécula de CFC poderia ser 10.000 vezes mais eficaz na absorção de radiação infravermelha do que uma molécula de dióxido de carbono, tornando os CFC potencialmente importantes, apesar das suas concentrações muito baixas na atmosfera. Enquanto que a maioria dos primeiros trabalhos sobre os CFCs se concentrava no seu papel na destruição da camada de ozono, em 1985 Ramanathan e outros mostraram que os CFC juntamente com o metano e outros gases-traçadores poderiam ter um efeito climático quase tão importante quanto o aumento do CO2. Em outras palavras, o aquecimento global chegaria duas vezes mais rápido do que o esperado.

Desde a década de 1980, as temperaturas médias da superfície global durante uma determinada década foram quase sempre mais altas do que a temperatura média na década anterior

Em 1985, uma Conferência conjunta PNUMA/OMM/ICSU sobre a "Avaliação do Papel do Dióxido de Carbono e Outros Gases de Efeito de Estufa nas Variações Climáticas e Impactos Associados" concluiu que os gases de efeito de estufa "devem causar" aquecimento significativo no próximo século e que algum aquecimento é inevitável.
Enquanto isso, testemunhos de gelo perfurados por uma equipe franco-soviética na Estação Vostok na Antártida mostraram que o CO2 e a temperatura subiram e desceram juntos em grandes oscilações ao longo das eras glaciares passadas. Isso confirmou a relação CO2-temperatura de uma maneira totalmente independente dos modelos climáticos computadorizados, reforçando fortemente o consenso científico emergente. As descobertas também apontaram para poderosas retroalimentações biológicas e geoquímicas.
Em junho de 1988, James E. Hansen fez uma das primeiras avaliações de que o aquecimento causado pelos humanos já havia afetado de forma mensurável o clima global. Pouco depois, uma "Conferência Mundial sobre a Mudança da Atmosfera: Implicações para a Segurança Global" reuniu centenas de cientistas e outros em Toronto. Eles concluíram que as mudanças na atmosfera devido à poluição humana "representam uma grande ameaça à segurança internacional e já estão a ter consequências prejudiciais em muitas partes do globo", e declararam que até 2005 o mundo estaria bem aconselhado a aumentar as suas emissões cerca de 20% abaixo do nível de 1988.
A década de 1980 viu avanços importantes em relação aos desafios ambientais globais. A destruição da camada de ozono foi mitigada pela Convenção de Viena (1985) e pelo Protocolo de Montreal (1987). A chuva ácida foi regulada principalmente aos níveis nacional e regional.

## Período moderno: 1988 até ao presente

Consenso científico sobre a causação: Estudos académicos de acordo científico sobre o aquecimento global causado pelos humanos entre especialistas em clima (2010–2015) refletem que o nível de consenso correlaciona-se com a experiência em ciência do clima. Um estudo de 2019 descobriu que o consenso científico estava em 100%, e um estudo de 2021 concluiu que o consenso excedeu 99%. Outro estudo de 2021 descobriu que 98,7% dos especialistas em clima indicaram que a Terra está a ficar mais quente principalmente por causa da atividade humana.

Em 1988, a OMM estabeleceu o Painel Intergovernamental para as Alterações Climáticas com o apoio do PNUMA. O IPCC continua o seu trabalho até os dias de hoje e emite uma série de Relatórios de Avaliação e relatórios suplementares que descrevem o estado da compreensão científica no momento em que cada relatório é preparado. Os desenvolvimentos científicos durante este período são resumidos uma vez a cada cinco a seis anos nos Relatórios de Avaliação do IPCC que foram publicados em 1990 (Primeiro Relatório de Avaliação), 1995 (Segundo Relatório de Avaliação), 2001 (Terceiro Relatório de Avaliação), 2007 (Quarto Relatório de Avaliação), 2013/2014 (Quinto Relatório de Avaliação) e 2021 Sexto Relatório de Avaliação. O relatório de 2001 foi o primeiro a afirmar positivamente que o aumento observado da temperatura global era "provavelmente" devido às atividades humanas. A conclusão foi influenciada especialmente pelo chamado gráfico do taco de hóquei, que mostra um abrupto aumento histórico de temperatura simultâneo ao aumento das emissões de gases de efeito de estufa, e por observações de mudanças no conteúdo de calor oceânico que tinham uma "assinatura" correspondente ao padrão calculado por modelos de computador para o efeito do aquecimento do efeito de estufa. Na época do relatório de 2021, os cientistas tinham muitas evidências adicionais. Acima de tudo, medições de paleotemperaturas de várias eras no passado distante, e o registro de mudança de temperatura desde meados do século XIX, poderiam ser comparados com medições de níveis de CO2 para fornecer confirmação independente de cálculos de modelos de supercomputadores.
Estes desenvolvimentos dependiam crucialmente de enormes programas de observação de alcance global. Desde a década de 1990, a investigação sobre alterações climáticas históricas e modernas expandiu-se rapidamente. A coordenação internacional foi fornecida pelo Programa Mundial de Investigação Climática (criado em 1980) e foi cada vez mais orientada para fornecer informações aos relatórios do IPCC. Redes de medição como o Global Ocean Observing System, Integrated Carbon Observation System e o Earth Observing System da NASA permitiram a monitorização das causas e efeitos das alterações em andamento. A investigação também se ampliou, ligando muitos campos, como ciências da terra, ciências comportamentais, economia e segurança.